# Matthias Jena

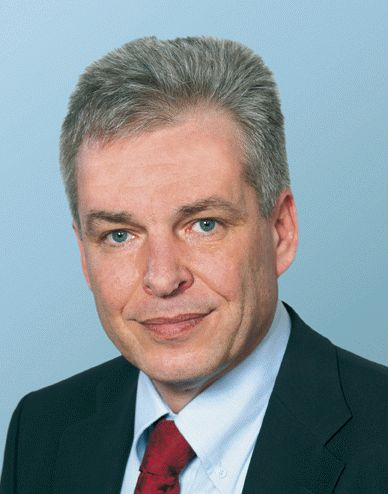
Matthias Jena (2009)

Matthias Jena (* 12. Februar 1961 in München; † 29. Juni 2021 ebenda) war vom 2. März 2010 bis 18. Mai 2021 Vorsitzender des Deutschen Gewerkschaftsbundes (DGB) Bayern.

## Leben
Matthias Jena war der Sohn von Angelika und Günter Jena. Er hatte in Würzburg, Hamburg und München die Realschule besucht und anschließend Sozialpädagogik an der staatlichen FH München studiert, Abschluss: Dipl.-Soz. päd (FH). Danach studierte er Politische Wissenschaften, Psychologie und Evang. Theologie an der Ludwig-Maximilians-Universität München.
Er war ca. 20 Jahre lang ehrenamtlich in der evangelischen Jugendarbeit engagiert und u. a. von 1984 bis 1989 1. Vorsitzender der Evangelischen Jugend München. Von 1989 bis 1995 war Jena Vorsitzender des Kreisjugendringes München. Er war verheiratet und hatte zwei Töchter.
Von 1986 bis 1990 war Jena Büroleiter des damaligen SPD-Landesvorsitzenden Rudolf Schöfberger. Von 1991 bis 2006 war Jena in verschiedenen Funktionen beim DGB Bayern beschäftigt, ehe er von 2006 bis 2010 als Pressesprecher zur IG Metall Bayern wechselte. Am 12. Februar 2010 wurde Jena als Nachfolger von Fritz Schösser zum Vorsitzenden des DGB Bayern gewählt. Aus gesundheitlichen Gründen legte Jena am 18. Mai 2021 mit sofortiger Wirkung sein Amt als DGB-Vorsitzender in Bayern nieder. Er starb am Abend des 29. Juni 2021. Sein Nachfolger wurde Bernhard Stiedl.

## Mitgliedschaften

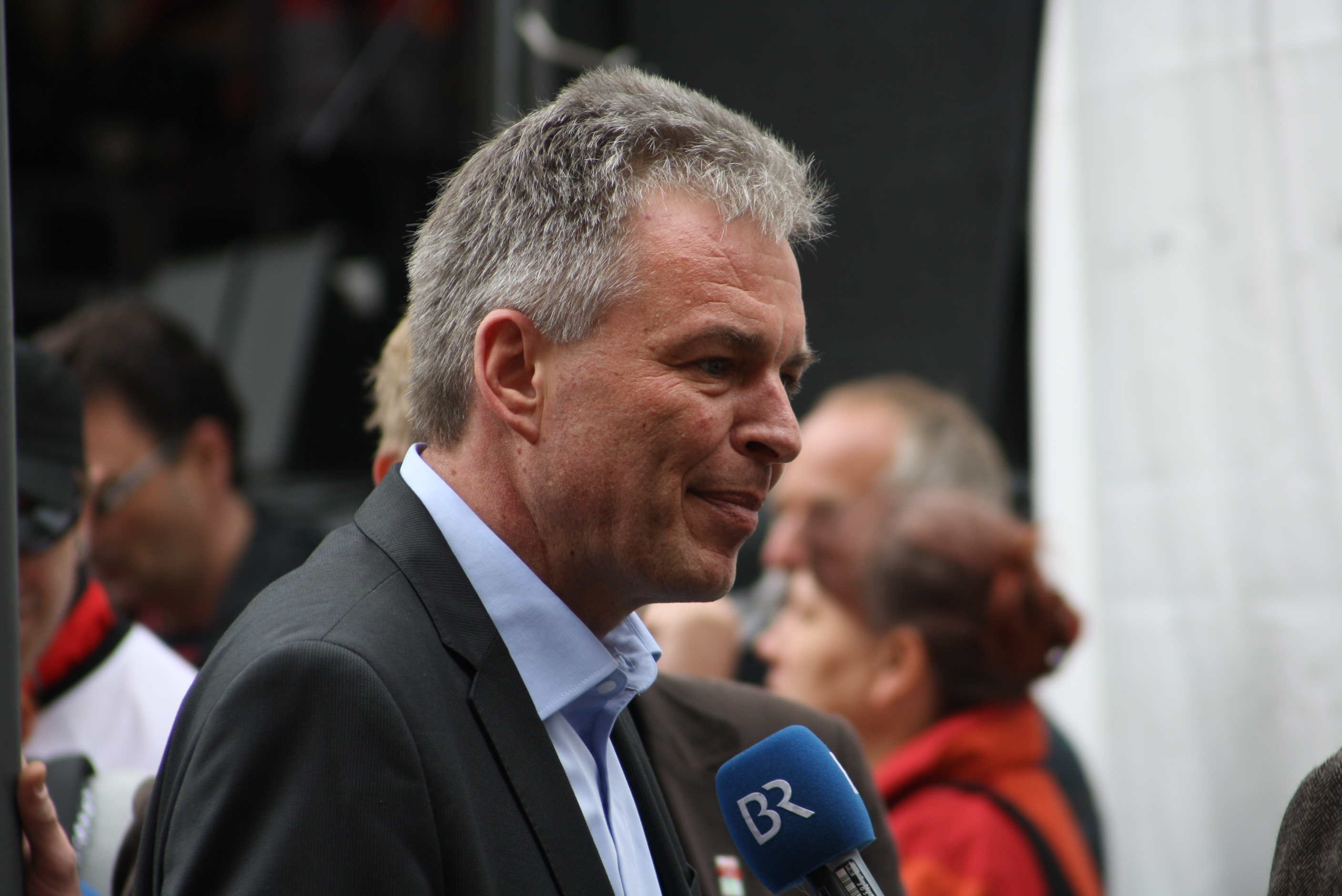
Jena bei einem Interview am Tag der Arbeit 2011

Jena war Mitglied der IG Metall und von ver.di, vor seinem beruflichen Wechsel zur IG Metall war er GEW-Mitglied. Er war seit 1979 Mitglied der SPD. Seit November 2010 war Jena Mitglied im Aufsichtsrat der SKF GmbH, Schweinfurt, und seit April 2011 Mitglied im Rundfunkrat des Bayerischen Rundfunks, sowie seit Januar 2016 Verwaltungsratsvorsitzender der AOK Bayern und seit März 2014 Mitglied der Landessynode der Evangelischen Kirche in Bayern.

## Auszeichnungen
Am 1. Februar 2019 wurde ihm die Bayerische Verfassungsmedaille in Silber verliehen.